# Silnice II/229
Silnice II/229 je silnice II. třídy, která spojuje město Louny v Ústeckém kraji, Rakovník ve Středočeském kraji a Kralovice v Plzeňském kraji. Je to v podstatě spojovací trasa mezi dálnicí D7, D6 a silnice I/27. Silnice prochází celkem 18 obcemi. Přímo na trase silnice II/229 se nachází 5 čerpacích stanic, a to v obci Ročov, Krupá (Na Šustně), v Rakovníku, v Čisté a v Kožlanech. Celková délka silnice je 61 km.

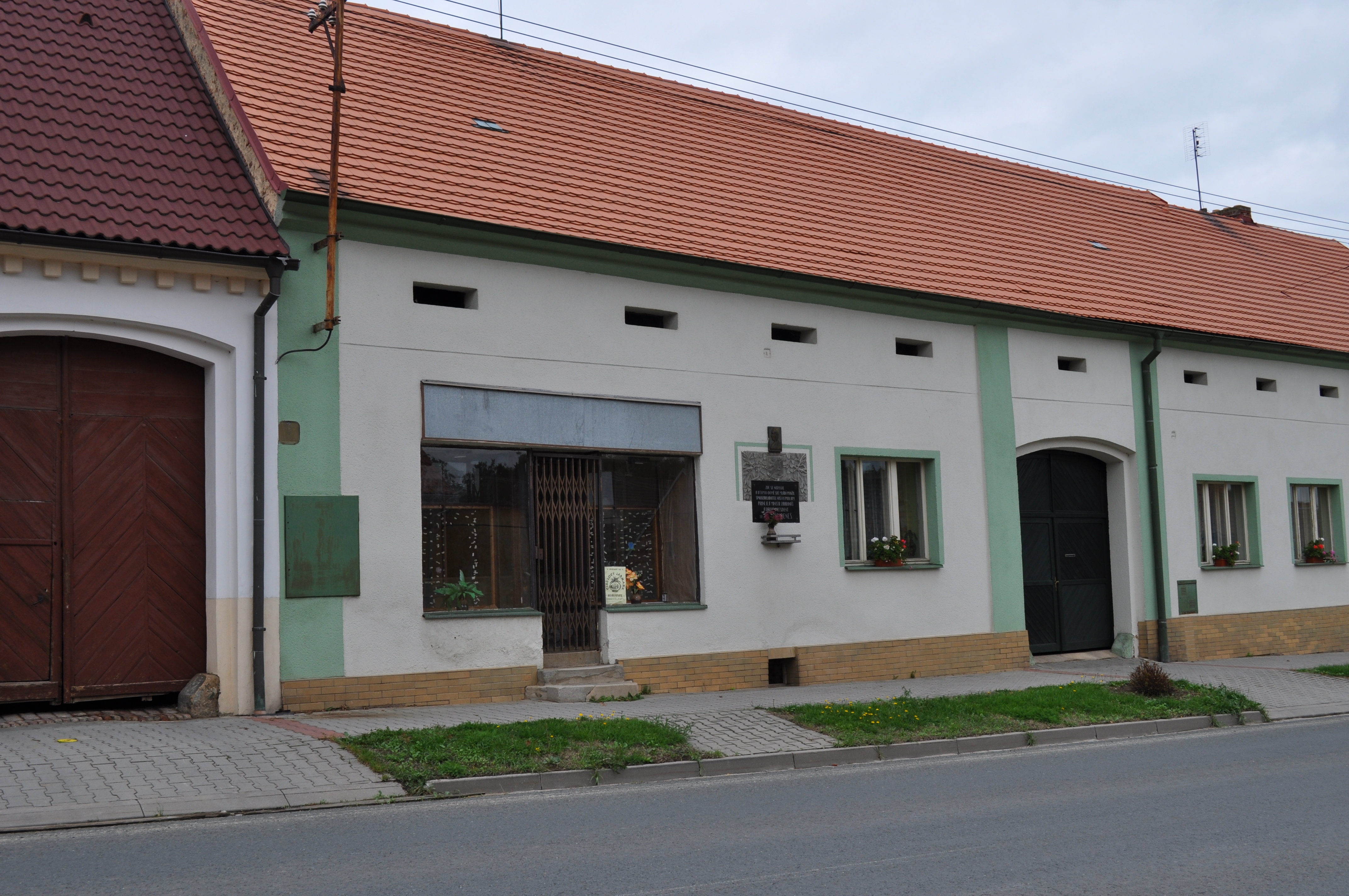
Kožlany – rodný dům Ed. Beneše

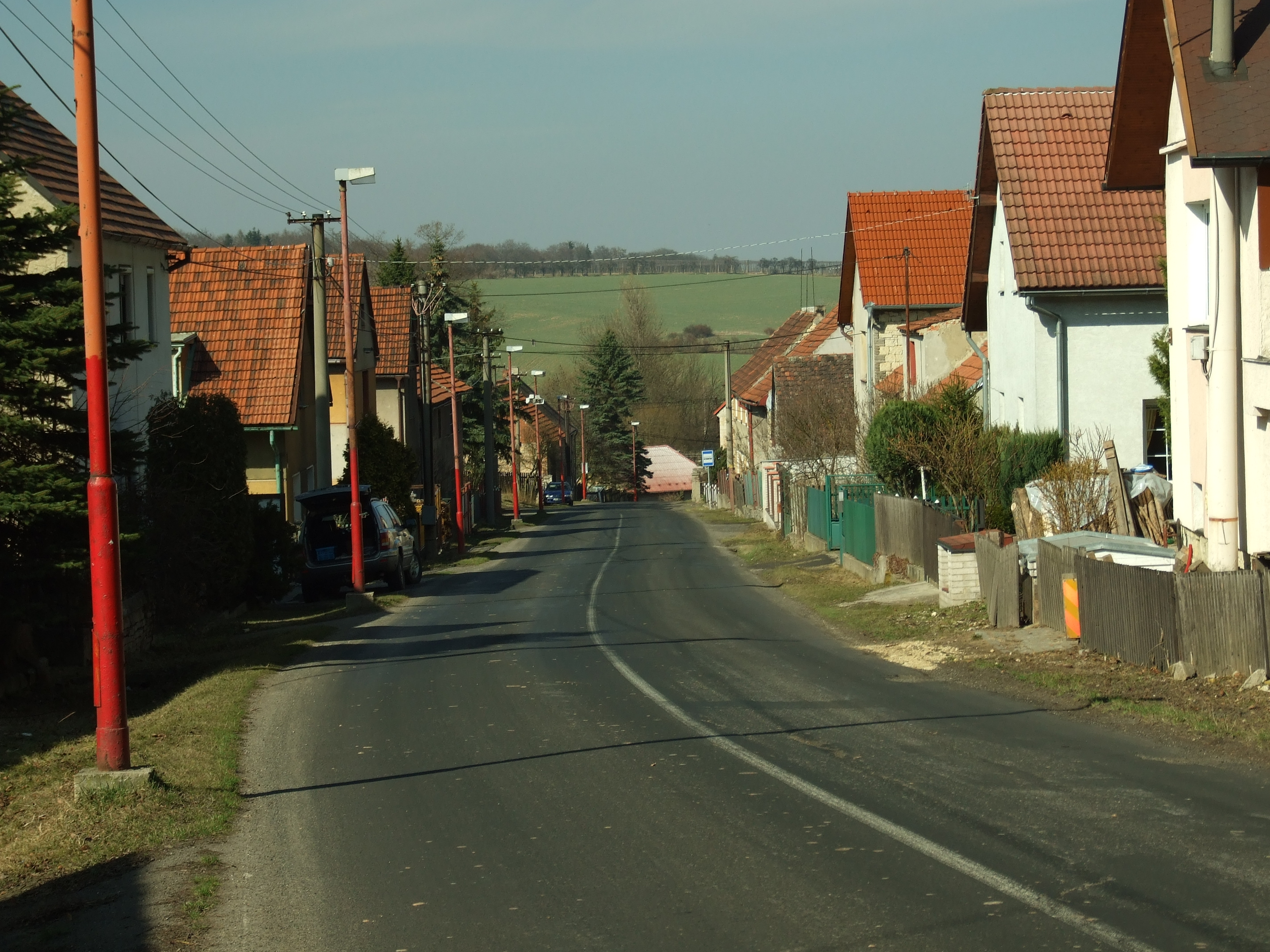
Třeboc

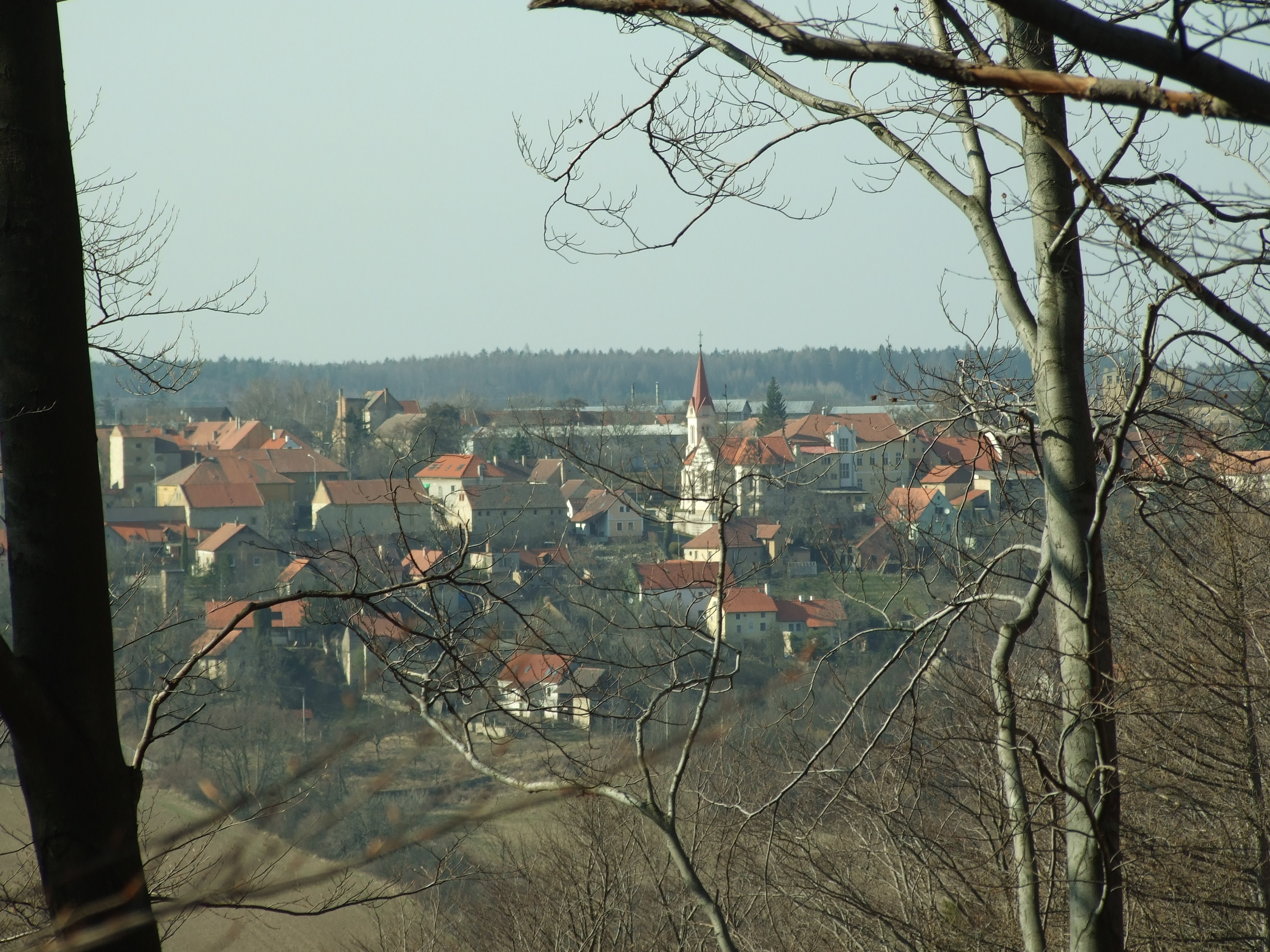
Pohled na Ročov

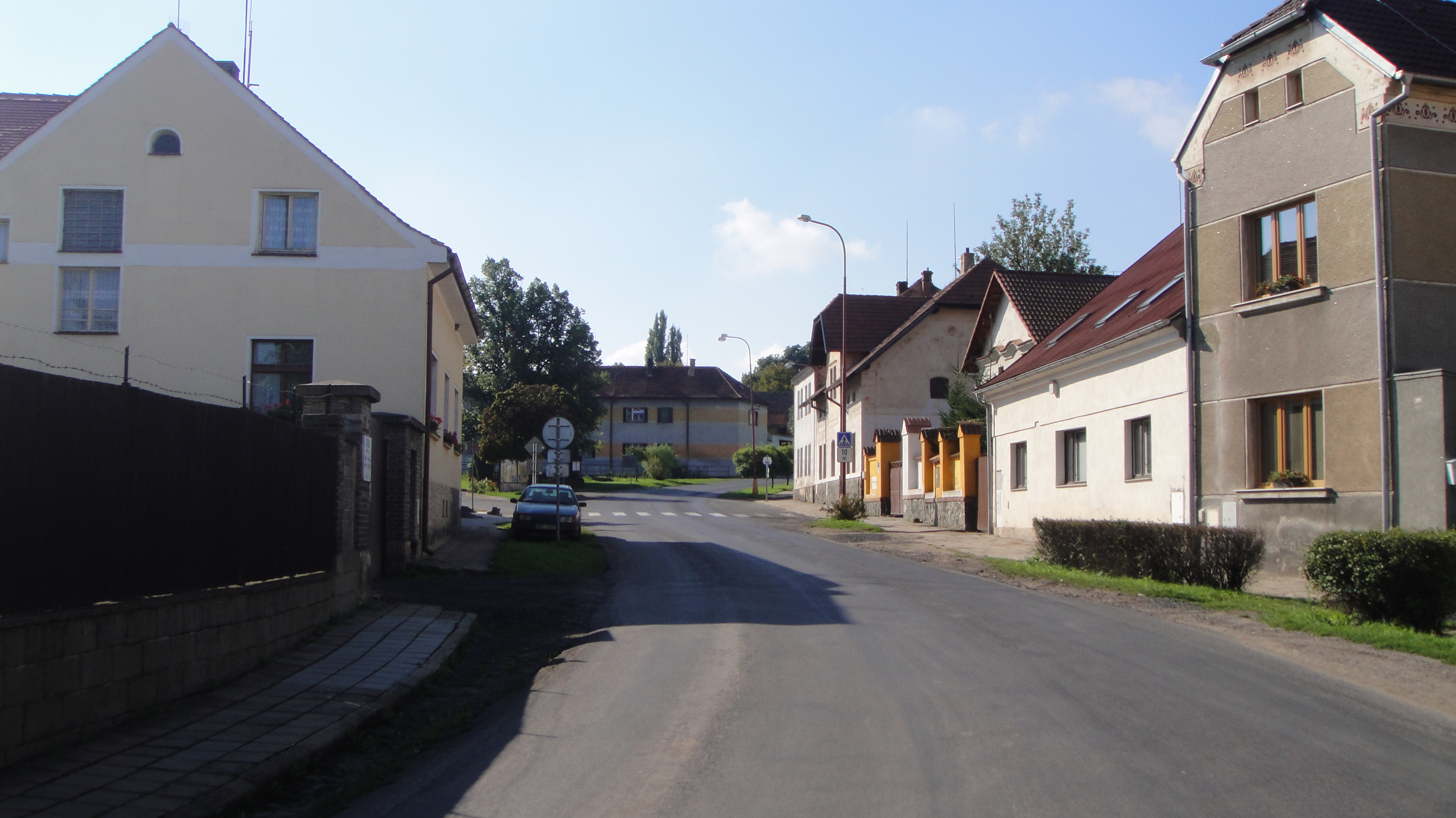
Lišťany u Loun

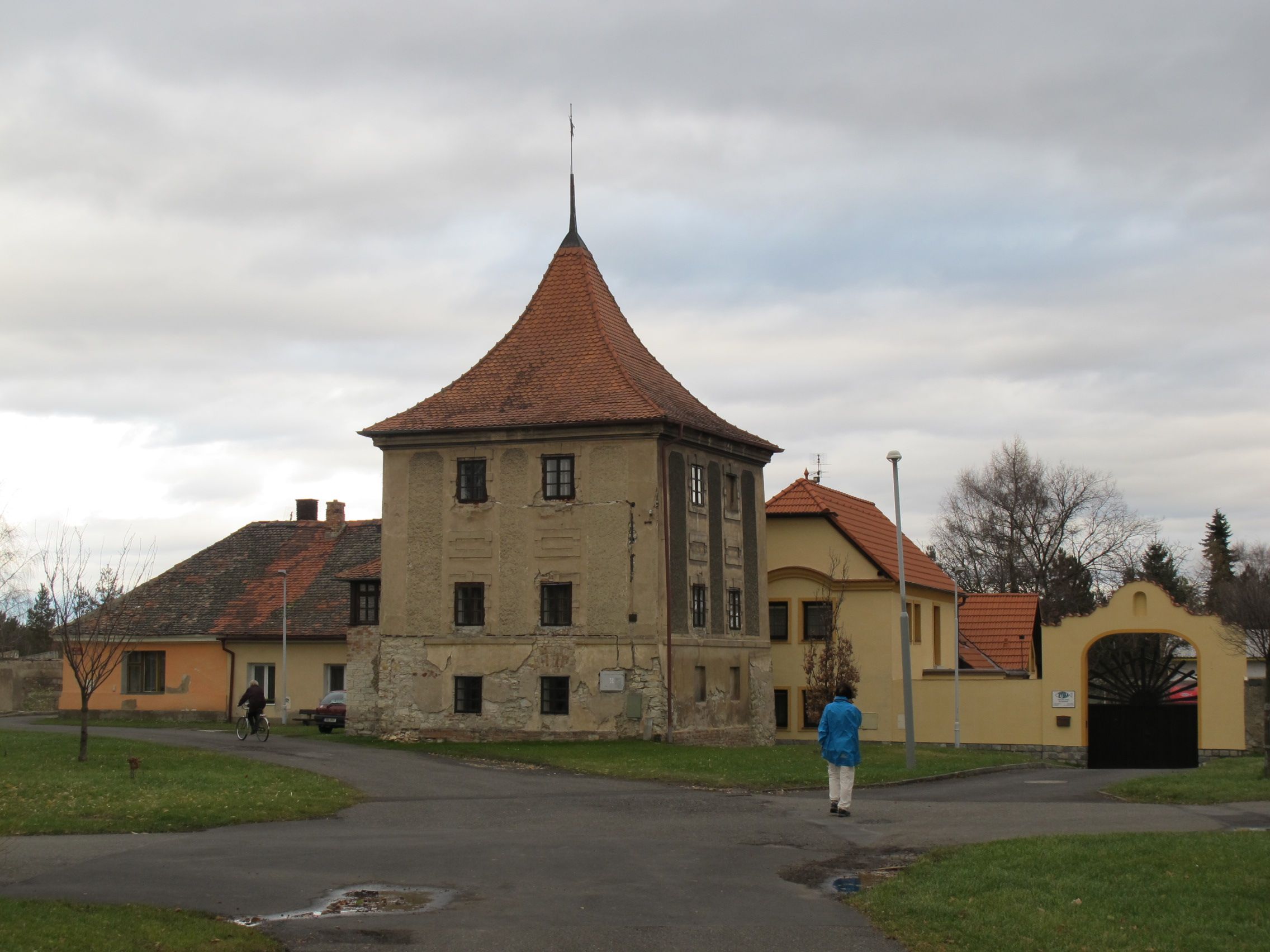
Citoliby

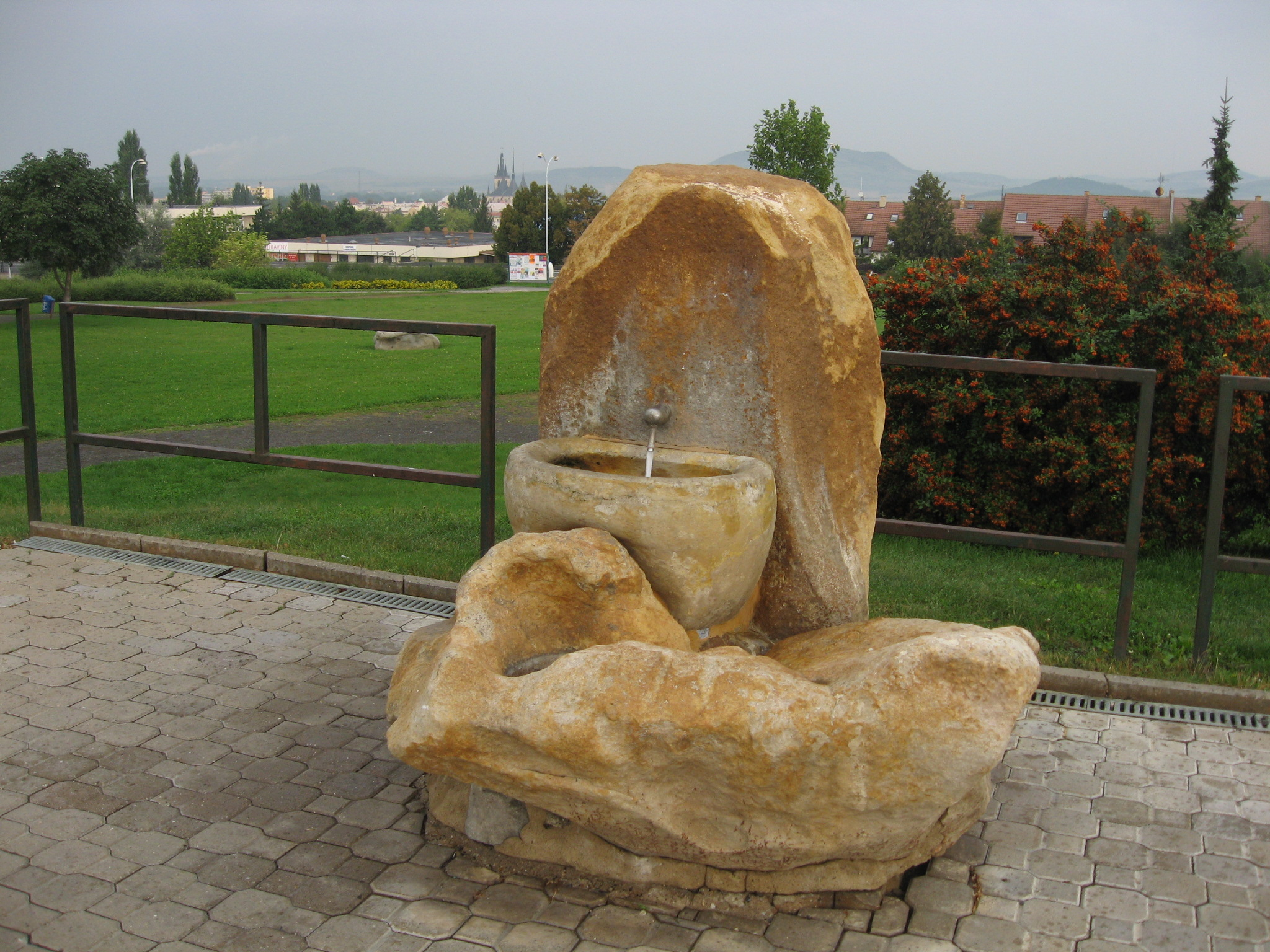
Louny – pramen Luna

| Vzdál. v km | Popis | Nadm. výška |
| ----------- | --- | ----------- |
| 0           | Louny – Silnice II/229 začíná výjezdem z kruhového objezdu do ulice Josefa Fouska. | 199         |
| 0,15        | Kruhový objezd – výjezd směrem na jih do ulice Na Foukalce | 201         |
| 0,27        | Přejezd přes žel. Trať 114 (Louny – Postoloprty) a Trať 126 (Most – Rakovník), dále do vršku ulicí Rakovnická                                                                                           | 206         |
| 0,7         | Kruhový objezd místního významu – II/229 dále přímo ulicí Rakovnická | 229         |
| 1,1         | Výjezd z Loun – kruhový objezd místního významu – dále přímo na Citoliby | 240         |
| 1,6         | Most přes silnici I/7 (do roku 2021 tudy bylo možné odbočovat na směry Praha-Chomutov, nyní je trvale uzavřen))                                                                                         | 230         |
| 2,6         | Citoliby – v obci křižovatka – vpravo na III/22547 a vlevo na III/22941; III/22547 vede do Zeměch, kde se napojuje na II/225; III/22941 vede do Chlumčan a Černčic, kde se napojuje na II/239 a II/246. | 239         |
| 3,1         | Citoliby – na konci obce vlevo odbočka na III/22940, která vede údolím Smolnického potoka do Kroučové.                                                                                                  | 245         |
| 5,2         | Lišťany – v obci vpravo odbočka na III/22939, (propojení na silnici III/22547) | 292         |
| 5,5         | Lišťany – v obci odbočka vlevo na III/22929 do údolí Klášterského potoka a přes Brodec, Břínkov a Úlovice do Ročova, kde se opět napojí na II/229.                                                      | 307         |
| 7,7         | Senkov – cca 150 m před obcí odbočka vpravo na III/22936, která vede přes Zbrašín a Jimlín do Zeměch, kde se napojí na II/225.                                                                          | 330         |
| 9,2         | Senkov – osada Kocanda – odbočka vlevo na III/22930, což je propojení do Břínkova na silnici III/22929.                                                                                                 | 377         |
| 13          | Ročov – zleva se zde připojuje III/22929. | 439         |
| 13,1        | Ročov – vpravo odbočka na III/22546, která vede do Solopysk a pak údolím potoka Hasina až do Zeměch, kde se napojí na II/225                                                                            | 441         |
| 13,5        | Ročov – vlevo odbočka na III/22928, která vede jen do Dolního Ročova. | 440         |
| 15,1        | Hranice krajů – Ústecký × Středočeský | 468         |
| 17,2        | Zhruba 500 metrů před obcí Třeboc – a odtud prudce do údolí | 486         |
| 18,2        | Třeboc – u rybníka | 455         |
| 18,9        | Třeboc – nad hřbitovem vlevo studánka – pramen Třebockého potoka | 512         |
| 19,8        | Džbán – na rovince u vrcholu hory vlevo odbočka na III/22921 do Kroučové | 535         |
| 22,8        | Hředle – v obci odbočka vpravo na III/22918 na Mutějovice, Kounov a Janov a tam napojení na III/2279)                                                                                                   | 408         |
| 24,6        | Krupá – vpravo odbočka na III/22916 (Mutějovice) | 383         |
| 24,8        | Krupá – „Na Šustně“ – křižovatka se silnicí I/6 (Praha – Karlovy Vary) | 382         |
| 26,4        | Přejezd přes žel. Trať 124 – Lužná u Rakovníka – Chomutov | 360         |
| 27,7        | Lišany – v obci vlevo odbočka na III/22915 (Lužná a pak napojení na II/237) | 342         |
| 32,2        | Rakovník – na vjezdu k. objezd – vpravo se napojuje III/22913 (Olešná, Chrášťany, napojení na I/6). | 369         |
| 33,2        | Rakovník – Sixtovo nám. – II/229 odbočuje vlevo. Z protisměru se napojuje II/227, která vede ze Žatce přes Rakovník na Křivoklát.                                                                       | 327         |
| 33,9        | Rakovník – II/229 a II/227 vedou spolu až na křižovatku „U Tyláku“ – zde II/227 vede přímo. Ale II/229 odbočuje vpravo a zároveň zde začíná silnice II/233.                                             | 320         |
| 34          | Rakovník – most přes Rakovnický potok | 321         |
| 34,2        | Rakovník – nad II/229 a II/233 se klene železniční most. Po něm vede trať 126, 161, 162. | 323         |
| 35,4        | Rakovník – kruhový objezd na výjezdu z města | 382         |
| 36,4        | Rakovník – rozcestí Lubná – II/229 odbočuje vpravo, v přímém směru pokračuje II/233 přes Radnici do Plzně.                                                                                              | 391         |
| 38,3        | Lubná – v obci je křižovatka se silnicí III/22912 spojující Rakovník a Krakovec. | 401         |
| 40,1        | Rozcestí Hostokryje (u lomu Brant), vpravo odbočka III/2288 vede přes Hostokryje do Senomat. Zde se napojuje na II/228.                                                                                 | 421         |
| 40,7        | Příčina – zhruba 250 metrů před obcí odbočuje vlevo III/22911 přes Hvozd do Panošího Újezdu, kde se napojuje na silnici II/233.                                                                         | 440         |
| 41,1        | Příčina – autobusová zastávka | 462         |
| 41,7        | Přejezd přes železniční Trať 162 | 439         |
| 43,1        | Petrovice – v obci se vpravo se napojuje III/2276, která vede přes Šanov a Přílepy do Kněževsi, kde se napojuje na II/227.                                                                              | 387         |
| 44,7        | Zavidov – vpravo se napojuje III/2285 a vede přes Václavy a Řeřichy do obce Pšovlky, kde se napojuje na II/228.                                                                                         | 475         |
| 44,7        | Zavidov – přejezd přes železniční Trať 162 | 476         |
| 44,8        | Zavidov – na konci obce vlevo se napojuje III/22910 (do Krakova). | 482         |
| 46,8        | Všesulov – serpentinami sjezd k rybníku na počátku obce | 450         |
| 47,1        | Všesulov – v obci se vlevo napojuje III/20125 a vede přes Šípy a Milíčov do obce Chříč, kde se napojuje na II/201.                                                                                      | 460         |
| 50,8        | Čistá – kousek nad návsí se napojuje III/2295 a vede přes obce Velká Chmelišťná – Jesenice – napojení na I/27.                                                                                          | 483         |
| 54,7        | Hranice krajů – Středočeský × Plzeňský a současně most přes potok Javornice | 382         |
| 56,3        | Kožlany – vlevo se napojuje III/2293 vedoucí přes Hedčany do Slatiny, kde se napojuje na III/20125. | 422         |
| 57,2        | Kožlany – křižovatka se silnicí III/2291 (silnice I/27 – Hodyně – napojení na II/201) | 451         |
| 60,7        | Kralovice – silnice II/229 zde končí napojením na silnici I/27. | 454         |